# Rainbow: Nisha Rokubou no Shichinin
Rainbow: Nisha Rokubou no Shichinin (яп. ＲＡＩＮＢＯＷ　二舎六房の七人, «Радуга: Семеро из шестой камеры второго блока») — манга, нарисованная Масасуми Какидзаки по сценарию Дзёдзи Абэ. Публикация Rainbow началась в декабре 2002 года в журнале компании Shogakukan Young Sunday, а после закрытия журнала была перенесена в Big Comic Spirits. В 2010 году вышел последний 22 том манги.
26-серийная адаптация в виде аниме-телесериала снята студией Madhouse и режиссёром Хироси Кодзиной, транслировалась по Nippon TV с апреля по сентябрь 2010 года.
По состоянию на март 2010 года тираж манги составлял более 3,3 миллиона экземпляров. В 2006 году стала лауреатом премии издательства Shogakukan как лучшая в своей категории.

## Сюжет
Действие разворачивается в 1950-х годах в японской колонии строгого режима имени Сёнана. За разные преступления туда попадают 16-17 летние подростки. Rainbow: Nisha Rokubou no Shichinin повествуют о их приключениях и борьбе за жизнь в суровых тюремных условиях, где и обретают настоящих друзей.

## Персонажи
- Рокурота Сакураги (яп. 桜木 六郎太 Сакураги Рокуро:та)

Возраст — восемнадцать лет. Прозвище — Брат (яп. アンチャン Ан-тян), которое дали ему новые друзья. Был посажен за нанесение тяжкого вреда здоровью. Он — самый старший среди сокамерников. Сильный, доброжелательный молодой человек. Сакураги отлично владеет боксом, он продемонстрировал навыки, нокаутировав всех шестерых новичков, когда Марио начал драку. Он постоянно следит за благополучием своих сокамерников, поэтому в любой момент может пожертвовать собой ради них, принимая все унижения Исихары.
В молодости его отец и пять братьев ушли на войну. Только отец вернулся с войны, но уже другим человеком. В итоге отец с сыном поспорили, и Сакураги обвинил его во всех бедах, после чего тот утопился. Поэтому Сакураги решает никогда не терять важных для него людей.
Его друг и бывший сокамерник, Хагино, был изнасилован доктором Сасаки. Хагино не мог вынести этого и спрыгнул с вышки. Прежде чем совершить самоубийство, он написал записку, в которой обвинял доктора Сасаки и охранника Исихару в его смерти — по этой причине Исихара и доктор Сасаки хотели смерти Сакураги. Но ему помогли бежать его новые друзья.
Рокурота был убит американскими солдатами, когда шёл после разговора с Исихарой посмотреть боксёрский матч Марио.
Позже становится идолом для остальных ребят.
Сэйю: Рикия Кояма
- Марио Минаками (яп. 水上 真理雄 Минаками Марио)

Возраст — семнадцать лет. Является неофициальным лидером шести ребят. Марио посадили за жестокое избиение учителя, который изнасиловал его одноклассницу. В первые же минуты заключения он начал драку с Сакураги, но тот легко нокаутировал его. Позже Марио стал тренироваться у Сакураги, и у него это очень хорошо получалось. Прямой человек, ему часто приходится брать вину своих друзей на себя.
После колонии Марио стал работать барменом, поэтому все шестеро часто собирались у него в баре и выпивали.
Осуществил мечту Сакураги: вышел на профессиональный ринг и победил.
Сэйю: Сюн Огури
- Нобору Маэда (яп. 前田 昇 Маэда Нобору)

Возраст — шестнадцать лет. Прозвище — Черепаха (яп. スッポン Суппон). Среди всех ребят является самым низкорослым. Его посадили за кражу, при этом даже следователи были не уверены, что знают точное количество краж, которое он совершил. Полностью потерял свою семью во время взрыва атомной бомбы. После побега становится дилером на чёрном рынке, продавая сигареты, которые берёт на военной базе США.
Сэйю: Роми Паку
- Рюдзи Номото (яп. 野本 龍次 Номото Рю:дзи)

Возраст — семнадцать лет. Прозвище — Голяк (яп. バレモト Барэмото). Главный мозг. Сначала держался от всех подальше, но во время пожара (который сам и устроил) забрал ключ у Исихары и вытащил ребят. Составлял план побега. Во время провала плана первым решился на отчаянные меры. Был инициатором спасения Марио. Был влюблён в одну девушку, но та не приняла его чувств. Впоследствии стал адвокатом.
Сэйю: Кэйдзи Фудзивара
- Мансаку Мацуура (яп. 松浦 万作 Мацуура Мансаку)

Возраст — семнадцать лет. Прозвище — Капуста (яп. キャベツ Кябэцу). Во время побега остался задержать охранников, пока остальные подбирали ключ к воротам. Самый добродушный из всех. Был влюблён в девушку на воле, но во время её выступления в тюрьме понял, что она с ним лишь игралась. Стал рестлером.
Сэйю: Томохиро Ваки
- Тадаёси Тояма (яп. 遠山 忠義 То:яма Тадаёси)

Возраст — семнадцать лет. Прозвище — Бицепс (иногда Солдат (яп. キャベツ Хэйтай)). Крепкий парень, мечтает служить в армии. Его заявку одобряют спустя полгода отсидки. Во время побега «пал» третьей жертвой, закрыв ворота и сломав ключ.
Сэйю: Такая Курода
- Дзё Ёкосука (яп. 横須賀 丈 Ёкосука Дзё:)

Возраст — шестнадцать лет. Прозвище — Джо (яп. ジョー). Сильно избил человека, который пытался его изнасиловать. Голубоглазый миловидный юноша. Потенциальная жертва Сасаки. Жил в приюте вместе с сестрой Мэгу (яп. メグ). Хозяйка приюта пользовалась Джо как секс-игрушкой. Мэгу была удочерена сразу после суда. Мечтает стать певцом, чтобы однажды сестра увидела его.
Сэйю: Тацуя Хасомэ
- Исихара (яп. 石原) — надзиратель в исправительной колонии Сёнан, антагонист первой и первой половины второй арки. Жив, хотя его участи сошедшего с ума, страдающего от наркомании и чувства вины и безнадёги человека мало кто позавидует.

Сэйю: Кодзи Исии
- Гисукэ Сасаки (яп. 佐々木 義助 Сасаки Гисукэ) — врач исправительной колонии Сёнан, антагонист первой и первой половины второй арки. После обнародования компрометирующей его информации и потери всего имущества, а также статуса нигде не упоминался.

Сэйю: Такая Хаси
- Кумагай (яп. 熊谷) — надзиратель в исправительной колонии Сёнан, временно сменявший Исихару. По официальной версии погиб в автокатастрофе, что подвергается сомнению главных героев.

Сэйю: Цуёси Аоки